# Mary Calcaño
Mary Calcaño   (Ciudad Bolívar, 15 d'agost de 1906 - Caracas, 17 de novembre de 1992) coneguda també amb el seu nom de casada Mary Keeler, va ser la primera dona veneçolana que va obtenir el permís de pilot d'avions. Va rebre la llicència núm. 73.550 de l'Autoritat d'Aeronàutica Civil dels Estats Units d'Amèrica el 13 de novembre de 1939 després de formar-se a Roosevelt Field, Long Island.
Poc després, el 6 de desembre, va rebre la seva llicència de pilot veneçolà.

## Biografia
Nascuda a Ciudad Bolívar el 15 d'agost de 1906, María Asunción Calcaño era filla de José Antonio Calcaño Sánchez i María Ruiz. Ansiosa de volar des de ben jove, la seva companyia la va enviar als Estats Units a formar-se com a pilot, i va rebre la seva llicència el novembre de 1939.
El 22 de febrer de 1940, Calcaño va arribar al camp aeri de Ciudad Bolívar, pilotant el seu propi avió en un viatge des de Barcelona, acompanyat del seu mecànic i copilot Antonio Reyes.
Durant la Segona Guerra Mundial, va treballar per a la Força Aèria dels Estats Units d'Amèrica, transportant peces d'avions de la fàbrica de Seattle cap a la Gran Bretanya. El 1941, va ser la primera dona pilot a aterrar a la base de la Força Aèria a Dayton, Ohio. Després de la guerra, va comprar el seu propi avió, va tornar a Caracas i el 1946 va fundar Ala Venezolana, el primer club per a pilots civils a Veneçuela. Juntament amb cinc homes pilots, el 1959 va fundar la primera escola d'aviació civil privada del país.
Posteriorment es va casar amb l'americana Frank Keeler, i posteriorment es va conèixer amb el seu nom de casada, Mary Keeler. Va morir el 17 de novembre de 1992 a Caracas.